# La Passe Football Club
O La Passe Football Club é um clube de futebol com sede em La Passe, Seicheles. Fundado em 1992, competiu na Liga dos Campeões da África.

## Títulos
- Seychelles League: 5

2002 (compartilhado), 2004, 2005, 2009 e 2022